# 1966年中華民国総統選挙
1966年中華民国総統選挙（1966ねんちゅうかみんこくそうとうせんきょ、繁: 1966年中華民國總統選舉）は、1966年（民国55年）3月21日に中華民国で行われた、総統（第4期）を選出する選挙である。

## 概要
選挙方式は選挙により選出された国民大会代表を通して投票される間接選挙であった。投票は陽明山管理局の中山楼で行われ、副総統選挙は3月22日に実施された。副総統選挙は総統選挙と独立集計され、現在のように総統と副総統の候補者が一括して選挙戦を行うものではなかった。
投票の結果、中国国民党候補者である蔣介石が1,405票を獲得して第4期中華民国総統に就任した。翌日に行われた副総統選挙では同じく中国国民党の厳家淦が当選している。
蔣介石は後継者である長男の蔣経国の地盤が固まっていない現状を考慮し、自身の総統四選を目標に立候補した。この際、周囲の反対を押し切り自ら副総統候補に指名したのが厳家淦である。蔣介石は大陸時代の1948年に行われた第1回総統選挙以来、副総統を文官任用枠とすることを検討してきたが、現状では軍人出身の副総統が李宗仁、陳誠と2代続いており、陳誠の病没も踏まえ、改めて文官任用として厳家淦を抜擢した。この蔣介石の決定には党内の不満を引き起こすこととなった。

## 選挙制度

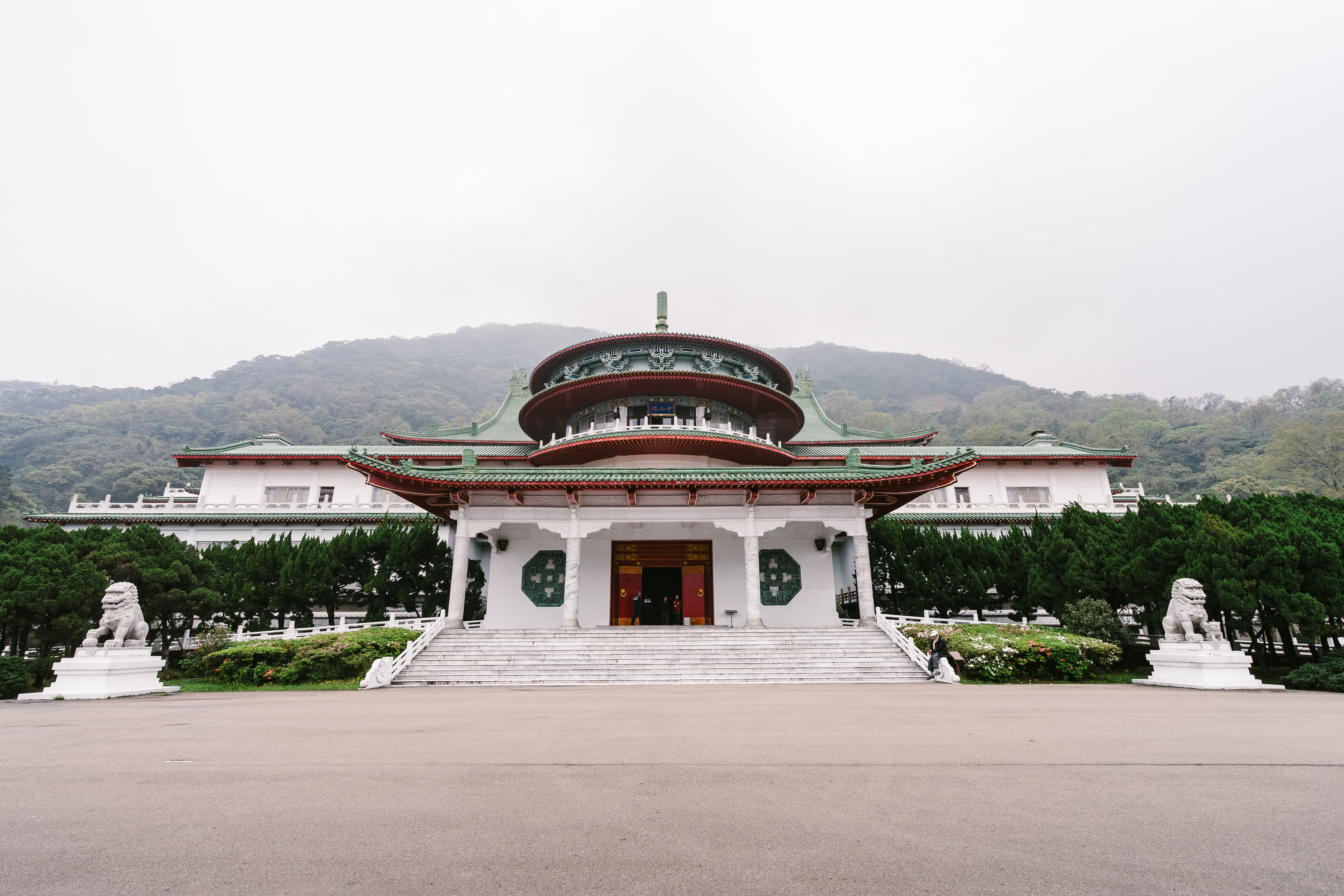
1966年総統選挙が行われた中山楼

## 候補者
| 中国国民党  |            |
| 総統候補    | 副総統候補 |
| 蔣介石      | 厳家淦     |
|             |            |
| 総統 党総裁 | 行政院長   |

## 選挙結果
3月21日午前、中華民国第4回総統選挙が開始された。国民大会代表は王雲五を主席に選出、中国国民党候補の蔣介石への信任投票となり、1,488人が投票、1,405票の絶対多数票を獲得して蔣介石は総統に当選した。また、翌日行われた副総統選挙では、中国国民党内部から反発を受けた厳家淦だったが782票を獲得し、辛うじて半数を超え当選している。

### 総統選挙
| 候補者                                 | 候補者             | 所属政党           | 得票数 | 得票率 | 蔣介石 (100.0%) |
|                                        | 蔣介石             | 中国国民党         | 1,405  | 100.0% | 蔣介石 (100.0%) |
|                                        |                    |                    |        |        | 蔣介石 (100.0%) |
| 有効票数（有効率）                     | 有効票数（有効率） | 有効票数（有効率） | 1,405  | 94.42% | 蔣介石 (100.0%) |
| 無効票数（無効率）                     | 無効票数（無効率） | 無効票数（無効率） | 83     | 5.58%  | 蔣介石 (100.0%) |
|                                        |                    |                    |        |        | 蔣介石 (100.0%) |
| 投票総数（投票率）                     | 投票総数（投票率） | 投票総数（投票率） | 1,488  | 48.87% | 蔣介石 (100.0%) |
| 棄権者数（棄権率）                     | 棄権者数（棄権率） | 棄権者数（棄権率） | 1,557  | 51.13% | 蔣介石 (100.0%) |
|                                        |                    |                    |        |        | 蔣介石 (100.0%) |
| 定数                                   | 定数               | 定数               | 3,045  | 100.0% | 蔣介石 (100.0%) |
| 出典：「中華民國選舉史」中央選挙委員会 |                    |                    |        |        |                 |

### 副総統選挙
| 候補者                                 | 候補者             | 所属政党           | 得票数 | 得票率 | 厳家淦 (100.0%) |
|                                        | 厳家淦             | 中国国民党         | 782    | 100.0% | 厳家淦 (100.0%) |
|                                        |                    |                    |        |        | 厳家淦 (100.0%) |
| 有効票数（有効率）                     | 有効票数（有効率） | 有効票数（有効率） | 782    | 52.55% | 厳家淦 (100.0%) |
| 無効票数（無効率）                     | 無効票数（無効率） | 無効票数（無効率） | 706    | 47.45% | 厳家淦 (100.0%) |
|                                        |                    |                    |        |        | 厳家淦 (100.0%) |
| 投票総数（投票率）                     | 投票総数（投票率） | 投票総数（投票率） | 1,488  | 48.87% | 厳家淦 (100.0%) |
| 棄権者数（棄権率）                     | 棄権者数（棄権率） | 棄権者数（棄権率） | 1,557  | 51.13% | 厳家淦 (100.0%) |
|                                        |                    |                    |        |        | 厳家淦 (100.0%) |
| 定数                                   | 定数               | 定数               | 3,045  | 100.0% | 厳家淦 (100.0%) |
| 出典：「中華民國選舉史」中央選挙委員会 |                    |                    |        |        |                 |